# Protostelida
Ordre
Les Protostelida sont un ordre d'amibozoaires (amibes) de la classe des Variosea.

## Liste des familles
Selon IRMNG (21 mars 2025) :
- Acramoebidae Smirnov, Nassonova & Cavalier-Smith, 2008
- Protosteliidae Olive, 1962

## Systématique
Le nom valide complet (avec auteur) de ce taxon est Protostelida Olive (d) & Stoianovitch (d), 1966,.
Protostelida a pour synonyme : Protosteliales L.S. Olive, 1967.

### Publication originale
- (en) Lindsay S. Olive et Carmen Stoianovitch, « Schizoplasmodium, a mycetozoan genus intermediate between Cavostelium and Protostelium: a new order of Mycetozoa », Journal of Protozoology, États-Unis, vol. 13, no 1,‎ 1966, p. 164-171 (ISSN 0022-3921, e-ISSN 2375-0804, DOI 10.1111/j.1550-7408.1966.tb01887.x).